# 对埃隆·马斯克在美国联邦政府中所扮演角色的回应
总统高级顾问埃隆·马斯克在联邦政府中的角色及其权力范围是一个有争议的问题。马斯克及其同事的行为因大规模解雇和与马斯克的商业帝国存在利益冲突而面临批评、反对和诉讼。联邦法官无法明确马斯克、马斯克的员工和政府内部任命的同事与政府效率部之间的关系，后者因其地位不定而受到批评。
记者在政府效率部的“收据墙”网站上发现了数十亿美元的会计错误，这些错误声称节省了开支。安全专家指出，马斯克在政府中的同伙造成了国家安全和网络安全风险。经济保守派抱怨说，马斯克和政府效率部并没有瞄准最大的政府支出来源，而是进行一场对预算影响不大的象征性文化战争。民主党、左翼团体和一些共和党人批评马斯克的角色和政府效率部的行为不负责任且违宪，一些人将这些行动描述为美国政府的政变。
右翼团体、共和党和唐纳德·特朗普都为马斯克的行动辩护并表示支持，称他们将削减政府的浪费性开支。他们认为政府效率部计划完全符合联邦法律。多家金融机构的首席执行官也纷纷表示支持马斯克。

## 民調
2025年1月24日，AP-NORC Center for Public Affairs Research的民調指出，支持DOGE者有33%、同時有40%反對。另外，對馬斯克表達反感者有52%。
2月23日，Axios分析多家民調後，發現多數美國人反對DOGE的作為、也不樂見馬斯克目前持有的權力。
2月24日《Harvard Caps/Harris》抽樣調查2,443位美國人，發現72%受訪者支持專注於削減政府預算的組織、60%受訪者認為DOGE能幫助聯邦政府大幅削減預算；58%選民認為DOGE職員不應該擁有訪問受益於政府支出者的敏感資料權限。調查中的敏感資料包括姓名、社會安全號碼、地址、收入。《Napolitan News Service》在2025年2月抽樣調查1,000位美國人，發現47%受訪者支持DOGE削減預算、39%反對、13%則不確定。

## 執行爭議
政府效率部的解聘方式受到爭議和嚴峻的法律挑戰，如它主持解散了美国国际开发署的大部分机构和人員，但其行動遭到員工和工會起訴，因而被法官頒佈臨時禁令。此外，特朗普政府在裁員潮中隨意解僱數百名美國國家核安全管理局、美國農業部禽流感專家、印第安卫生局工作人員，在引發混亂後又緊急重新聘請的行為受到批評。
政府效率部宣稱截至2025年2月，已經節省聯邦政府超過550億美元開支，但其官網公開的收據牆（Wall of receipts）上卻只顯示了166億美元，政府效率部則回應指合同的終止通知有延遲。再者，政府效率部的數據錯誤引起爭議，如華盛頓郵報記者發現一份被取消的合同從800萬美元被錯誤虛報成80億美元，使得修正後的「削減合同和租賃開支」項目金額減少了一半。美聯社也指出政府效率部刪除的2300份機構合約中，有三分之一是早就已經執行和完成了，相當於刪除了的794份合約沒有節省政府任何金錢。

## 法律爭議
政府效率部在成立以後就面臨民主黨及其支持者的法律挑戰和集體訴訟，多名法官在訴訟進行期間阻止政府效率部執行其的政策，例如阻止其取得財政支付系統和學生貸款的敏感數據、暫停解僱部份聯邦工作人員、取消扣留「與公平相關」的聯邦撥款等。。儘管訴訟中各有勝負，馬斯克仍批評對他作出不利判決的法官是「腐敗的」，并要求對他們進行彈劾，這受到一定批評。

## 言論爭議
白宮發言人卡羅琳·萊維特指出，政府效率部發現拜登政府花費5000萬美元購買安全套給予巴勒斯坦的加沙，總統特朗普則指這是送給哈馬斯製做炸彈用的，但遭到人道救援組織與美國援助專家駁斥。事後媒體進行事實查核，證明政府效率部混淆了巴勒斯坦的加沙(Gaza) 和莫桑比克的加扎省(Gaza) ，援助金額也遠沒有政府效率部聲稱的高，而馬斯克在一場白宮記者會中承認自己錯誤并應該更正。
在政府效率部檢視美国社會保障的數據時，馬斯克指出有許多200歲、300歲的人士正在領取領取社會福利金，宣稱「有許多吸血鬼在領取社會福利金」、「可能是史上最大的詐欺案」。但美國社會保障署隨後聲明，馬斯克引用的數據實際上是代表擁有過社會安全號碼的人，而現有社保制度下超過115歲就自動停止支付福利金，除非申請人向政府申請覆核，目前超過99歲的群體只有約12萬人正在領取社保，佔總人數的0.18%。其實在2015年，奧巴馬政府就發表審查報告指出這個問題，出現許多高齡者並未註記死亡的主原是1970年代資料庫電子化時期的資料未更新，而由於修改成本高昂而實際上也沒多少人冒領，所以這問題才一直存在。

## 人事爭議
在政府效率部當中的25歲成員馬克羅·埃莱兹被揭發他長年累月在社交媒體發佈種族主義言論，例如他曾發表「在它變酷之前我就是種族主義者」（I was racist before it was cool）、「使仇恨印度人正常化」（Normalize Indian hate）以及曾呼籲廢除《1964年民權法案》等，隨後他的帳號被刪除，對此白宮發言人表示他已離職。其後副總統萬斯表示他不同意埃莱兹說過的話，但應該給他一次機會。馬斯克亦認為他只是個「孩子」，並在X上發起投票決定是否把他重新招聘，最終有大約四分之三的人投了同意票而把他重新招聘回去。
政府效率部出現集體辭職，21名公務技術人員批評現時的工作不能履行他們對遵守憲法的承諾，又表示不願用自己的技術專長來破壞政府系統、危害國民敏感數據、廢除關鍵公共服務、使政府效率部行為合法化等。同時，他們聲稱自己曾被質詢政治立場和政治忠誠度，又批評馬斯克招聘的人多為「政治空想家」，根本不具備所需的技能和經驗。